# Râul Șieu, Iza
Râul Șieu sau Râul Botiza este un curs de apă, afluent al râului Iza. 

## Imagini

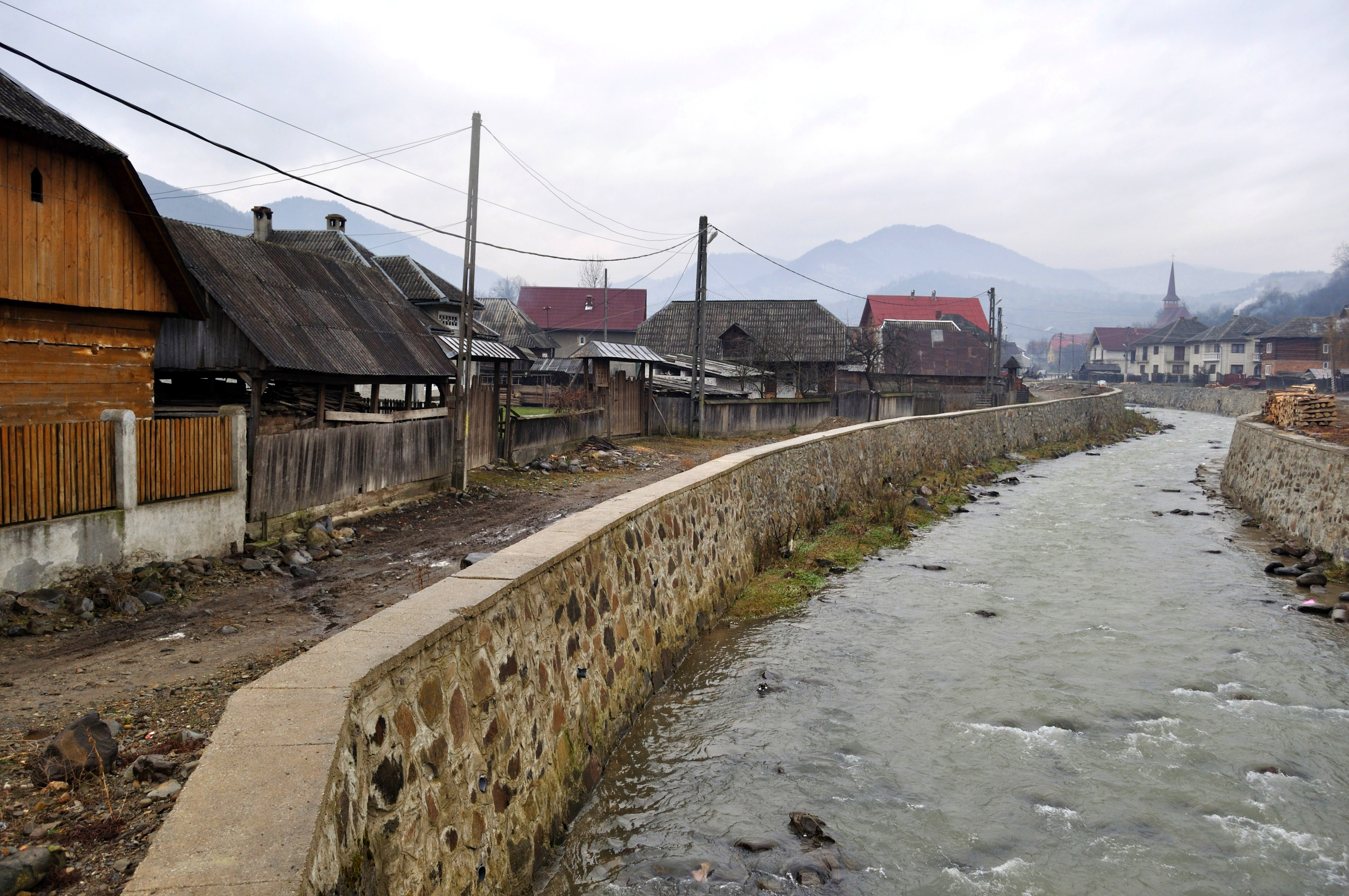
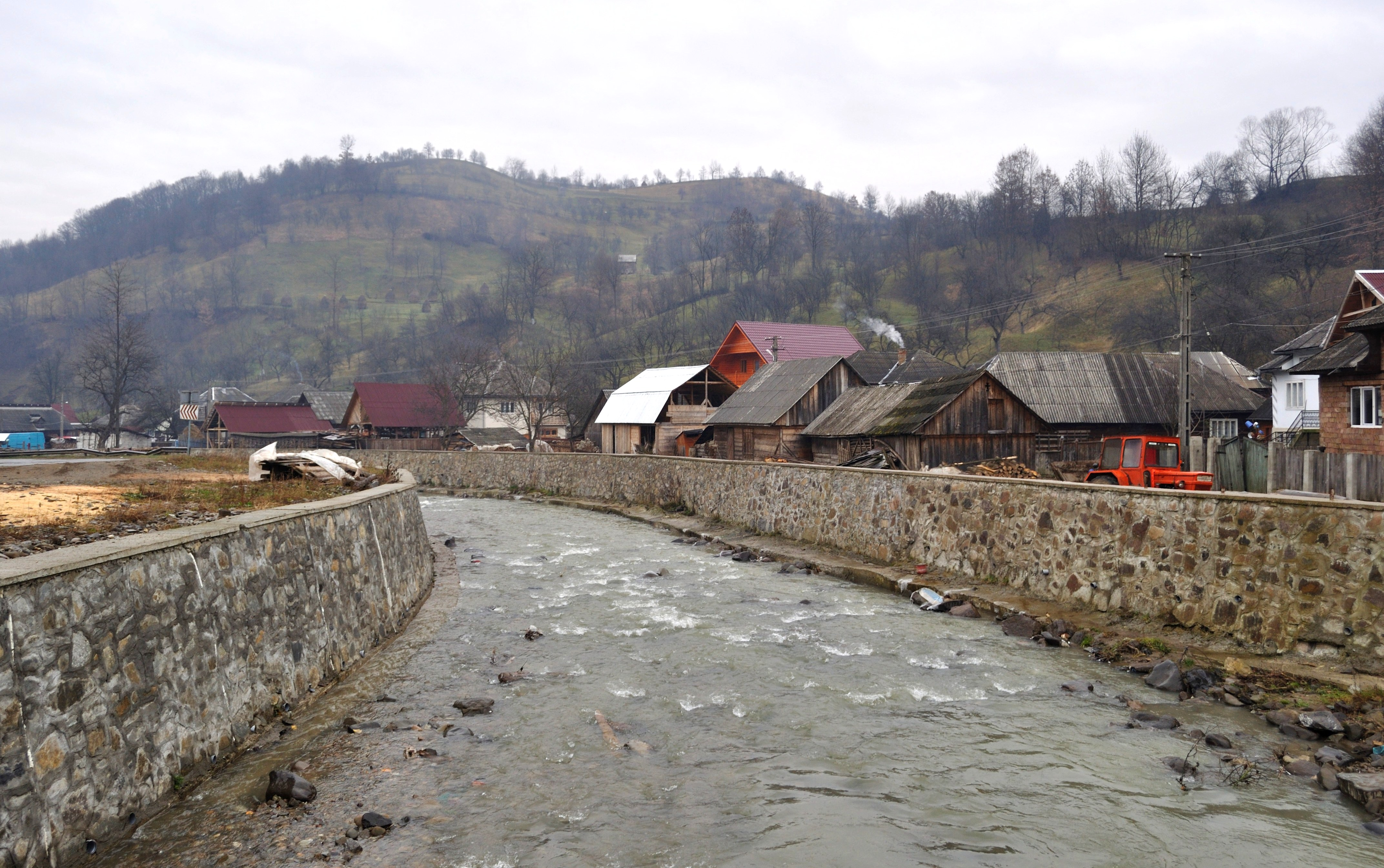

## Hărți
- Harta județului Maramureș
- Harta munții Țibleș  Arhivat în 11 octombrie 2008, la Wayback Machine.